# Romeos
Romeus ((título original) Romeos) é um filme alemão do gênero comédia dramática lançado em 2011.

## Sinopse
O filme é uma comédia dramática que gira em torno do relacionamento romântico entre Lukas, um homem trans de 20 anos e um homem cis chamado Fabio.

## Elenco
| Ator              | Papel                        |
| ----------------- | ---------------------------- |
| Rick Okon         | Lukas                        |
| Maximilian Befort | Fabio                        |
| Liv Lisa Fries    | Ine                          |
| Felix Brocke      | Sven                         |
| Silke Geertz      | Pflegedienstleiterin Annette |
| Gilles Tschudi    | Herr Boeken                  |
| Ben Gageik        | Svens Freund                 |
| Sigrid Burkholder | Lukas' Mutter                |
| Johannes Schwab   | Lukas' Vater                 |
| Tessa Lukat       | Leila                        |

## Prêmios
- Paris Lesbian Film Festival 2011 - People Award para Melhor Filme - (Sabine Bernardi) - Venceu